# Jacques Coulon

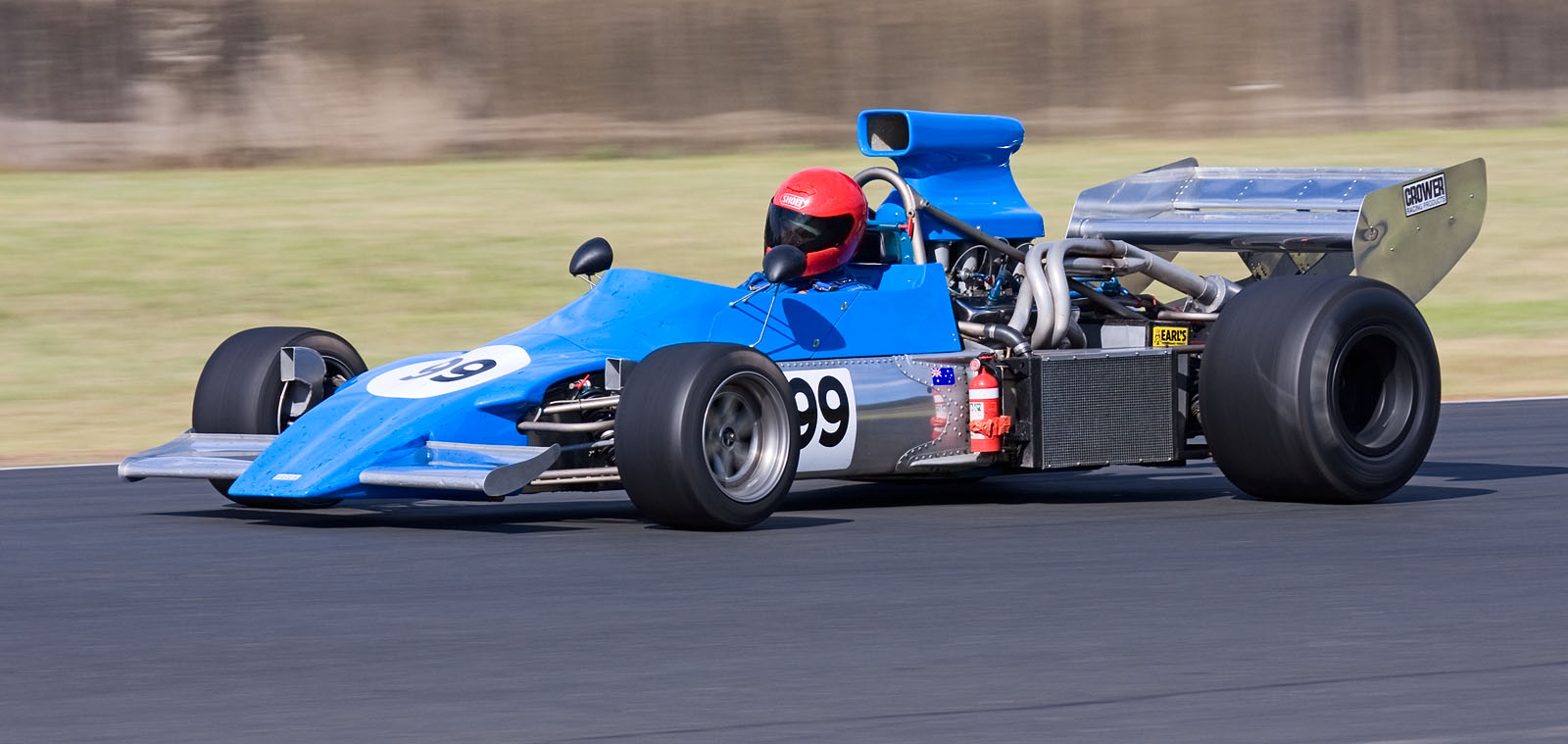
Auf einem March 732 startete Jacques Coulon 1973 in der Formel-2-Europameisterschaft

Jacques Coulon (* 15. Januar 1942 in Mareil-en-France) ist ein ehemaliger französischer Autorennfahrer.

## Karriere
Jacques Coulon studierte in den 1960er-Jahren Mathematik und arbeitete als Universitätslektor, bevor er in den Motorsport einstieg. Er startete 1968 in der neugeschaffenen Formel France und war 1970 Teamkollege von François Laccarrau im jungen Martini-Team. Hinter seinem Teamkollegen beendete er auf einem Martini MK4 die Saison an der zweiten Stelle der Gesamtwertung. 1971 folgte der Wechsel in die Formel 3. Nach einer Saison mit Martini unterschrieb er für 1972 einen Vertrag beim Schweizer Rennstall Filipinetti. Es wurde ein erfolgreiches Jahr, das mit dem dritten Endrang hinter Roger Williamson und Colin Vandervell in der Shell-F3-Serie der Britischen Formel-3-Meisterschaft endete.
Das Formel-2-Jahr 1973 wurde durch das Ende der Scuderia Filipinetti empfindlich gestört. Der überraschende Tod von Georges Filipinetti im Mai 1973 verursachte die Auflösung des Rennstalls und Coulon musste sich für die restliche Saison ein neues Team suchen. Mit Brian Lewis Racing bestritt er die restlichen Rennen und wurde hinter Jean-Pierre Jarier, Jochen Mass, Patrick Depailler und Vittorio Brambilla Meisterschaftsfünfter.
In der französischen Fachpresse wurde im Herbst 1973 über den Einstieg Coulons in die Formel 1 spekuliert. Ein angesprochenes Engagement bei March Engineering für die Automobil-Weltmeisterschaft 1974 kam jedoch nicht zustande. Stattdessen fuhr er für March ein weiteres Jahr in der Formel 2. Nach dem enttäuschenden 13. Endrang und ohne Aussicht auf ein Formel-1-Engagement fuhr Coulon in den folgenden Jahren wieder Formel-3- und Formel-Renault-Rennen.
Auch bei einigen Sportwagenrennen war er gemeldet. Beste Platzierung war der zweite Gesamtrang mit Jean-Louis Lafosse im Lola T290 beim 1000-km-Rennen von Paris 1972. Nach dem Ende der Fahrerkarriere mit dem Ablauf der Saison 1979 kehrte er zu seinem angestammten Beruf als Lektor zurück.

## Statistik

### Le-Mans-Ergebnisse
| Jahr | Team               | Fahrzeug    | Teamkollege         | Teamkollege    | Platzierung | Ausfallgrund |
| ---- | ------------------ | ----------- | ------------------- | -------------- | ----------- | ------------ |
| 1977 | Jean-Claude Giroix | BMW 3.0 CSL | Jean-Claude Depince |                | Ausfall     | Motorschaden |
| 1979 | WM A.E.R.E.M.      | WM P79      | Michel Pignard      | Serge Saulnier | Ausfall     | Aufhängung   |

### Einzelergebnisse in der Sportwagen-Weltmeisterschaft
| Saison | Team          | Rennwagen | 1   | 2   | 3   | 4   | 5   | 6   | 7   | 8   | 9   | 10  | 11  | 12  | 13  | 14  | 15  | 16  | 17  |
| ------ | ------------- | --------- | --- | --- | --- | --- | --- | --- | --- | --- | --- | --- | --- | --- | --- | --- | --- | --- | --- |
| 1979   | Welter Racing | WM P79    | DAY | SEB | MUG | TAL | DIJ | RIV | SIL | NÜR | LEM | PER | DAY | WAT | SPA | BRH | ROA | VAL | ELS |
| 1979   | Welter Racing | WM P79    |     |     |     |     |     | DNF |     |     |     |     |     |     |     |     |     |     |     |